# Mertojak
Mertojak – dzielnica Splitu, drugiego co do wielkości miasta Chorwacji. Zlokalizowana jest w południowej części miasta, ma 7 503 mieszkańców i 0,40 km² powierzchni.
Obszar dzielnicy Mertojak ograniczają:
- od północy – ulica Poljička cesta,
- od wschodu – ulica Žnjanska,
- od południa – Morze Adriatyckie,
- od zachodu – ulica Velebitska.

Dzielnice sąsiadujące z Mertojakiem:
- od północy – Visoka,
- od wschodu – Žnjan,
- od zachodu – Trstenik.